# Prundu (Giurgiu)
Pour les articles homonymes, voir Prundu.
Prundu est une commune du județ de Giurgiu en Roumanie.